# Chiromantis cherrapunjiae
Chiromantis cherrapunjiae es una especie de anfibios que habita en India y, posiblemente, también en Bangladés y Birmania. 